# Mindless Sinner
Mindless Sinner är ett svenskt hårdrocksband från stadsdelen Ryd i Linköping. De bildades 1981.

## Historia
Den första sättningen var Christer Göransson (sång), Magnus Danneblad (gitarr), Anders Karlsson
(gitarr), Magnus van Wassenaar (bas) och Tommy Viktorsson (då Johansson, trummor). De hette vid det här laget Purple Haze. Namnet byttes dock fort till Genocide, som är taget från en låt av Judas Priest. 
Mindless Sinner debuterade senare 1981, som förband till Axewitch, ett annat hårdrocksband som hade börjat göra ett stort namn av sig själva i musikvärlden. De spelade och blev ännu mer populära i Linköping. Låtmaterialet blev även förbättrat. Magnus van Wassenaar hoppade av bandet 1982. Istället för att ta in en ny basist så bytte Anders Karlsson från gitarr till bas och nu var de bara fyra stycken. Det var i samband med det som bandet bytte namn till Mindless Sinner. 
I januari 1983 var Mindless Sinner med i en bandtävling och kom ända till finalen, där de blev utslagna. I maj 1983 började gitarristen Jerker Edman i bandet och nästa bandtävling som var i juni samma år vann de. Prispengarna räckte så långt att de kunde göra den skiva de så länge hade velat göra. De spelade in sin debut-EP "Master Of Evil" i slutet av 1983. Den släpptes i januari 1984. Folket tyckte om EP:n, men på något sätt hade bandtrycket blivit fel. Så istället för Mindless Sinner stod det Mindless Sinners.
De turnerade på och de hade bokat tid i studion i oktober 1984 för att spela in en ny skiva. Men bara två veckor innan första inspelningsdagen så råkade Anders Karlsson ut för en olycka och skar upp sin hand. Skadan var så illa att han inte kunde spela på väldigt länge. Han har aldrig återvänt till bandet igen. 
Istället för att ta in en ny basist spelade Christer Göransson bas på hela "Turn On The Power"-albumet. När de hade börjat att mixa albumet så hittade de sin nya basist vid namn Christer Carlson. På baksidan av albumet står det att han spelar bas, men det enda han bidrar med är "the horror voice" på låten "Voice Of The Doomed".
1987 så byttes namnet till bara Mindless och man började även att spela in nya låtar. Det materialet släpptes på skivan "Missin' Pieces" 1989. De tillbringade mestadels av tiden att turnera runt, men 1990 så orkade Tommy inte mer och bandet spelade sin farvälshow i Stockholm, december 1990.
Resten av gruppen fortsatte att spela med Axewitchs trummis Mats Johansson, fast under namnet Skinny Horse. De gjorde endast en skiva kallad No Pain No Gain 1993. Efter det har Christer Göransson och Magnus Danneblad gjort diverse annat tillsammans, bland annat med punkbanden Fluff och Everlone.

### Återförening
Den tredje november 2001 så spelade Mindless Sinner sin återföreningskonsert. Det var den sättningen som var innan Tommy hoppade av. Spelandet fortsatte och den 16 februari 2002 spelade de på Motala Metal Festival, tillsammans med bland andra Iced Earth och Blitzkrieg. De spelade då in hela konserten, som bestod av tio låtar och spred sedan ut dem på de släppta nyversionerna på CD. 
Mindless Sinner splittrades igen någon gång under 2004.

### Andra återföreningen
Den 18 december 2013 blev det officiellt att Mindless Sinner återförenas igen för att spela på festivalen Muskelrock i närheten av Alvesta i Småland. Efter spelningen började flera spelningar att göras, bland annat i Spanien och Tyskland. Den 17 juli 2015 offentliggjordes det att Mindless Sinners nya album, "The New Messiah", skulle släppas den 16 oktober 2015 genom Pure Steel Records.
Efter att det nya albumet släppts fortsatte bandet med diverse spelningar, såväl i hemstaden Linköping som i Grekland, Frankrike, England och USA. 
Den 17 januari 2020 släpptes deras senaste album " Poltergeist", också det via Pure Steel Records.

## Medlemmar
Nuvarande medlemmar
- Christer Göransson – sång (1981–1990, 2001–2004, 2014– )
- Magnus Danneblad – gitarr (1981–1990, 2001–2004, 2014– )
- Linus Melchiorsen – trummor (2022- )
- Jerker Edman – gitarr (1983–1990, 2001–2004, 2014– )
- Christer Carlson – basgitarr (1984–1990, 2001–2004, 2014– )

Tidigare medlemmar
- Anders Karlsson – gitarr (1981–1982), basgitarr (1982–1984)
- Magnus van Wassenaar – basgitarr (1981–1982)
- Tommy Viktorsson – trummor (1981–1990, 2001–2004, 2014–2022)

Artistnamn
Efter ett tag tog bandmedlemmarna artistnamn: Christer Göransson blev Chris G:son, Magnus Danneblad blev Dan Blade, Jerker Edman blev Jee Eden, Christer Carlson blev Chris Carlson och Tommy Johansson blev Tommy McJo.

## Diskografi
Studioalbum
- 1986: Turn On The Power
- 1989: Missin' Pieces (som "Mindless")
- 2015: The New Messiah
- 2020:  Poltergeist
- 2024: Metal Merchants

EP
- 1984: Master Of Evil

Livealbum
- 2018: Keeping It True